# Scheloribates repetitivus
Scheloribates repetitivus är en kvalsterart som beskrevs av Subías 2004. Scheloribates repetitivus ingår i släktet Scheloribates och familjen Scheloribatidae. Inga underarter finns listade i Catalogue of Life.